# Генріх Ціммерманн
Генріх Ціммерманн (нім. Heinrich Zimmermann; 21 січня 1907, Дуйсбург — 11 липня 1942, Атлантичний океан) — німецький офіцер-підводник, капітан-лейтенант крігсмаріне.

## Біографія
В 1932 році вступив на флот. З серпня 1939 року виконував обов'язки командира 7-ї флотилії мінних тральщиків, при цьому командував своїм тральщиком. В травні 1941 року перейшов у 3-тю флотилію, а в березні 1941 року — в підводний флот. З 30 серпня 1941 року — командир підводного човна U-136, на якому здійснив 3 походи (разом 108 днів у морі). 11 липня 1942 року U-136 був потоплений в Північній Атлантиці, західніше Мадейри (33°30′ пн. ш. 22°52′ зх. д.) глибинними бомбами французького есмінця «Леопард» та британських кораблів «Спей» і «Пелікан». Всі 45 членів екіпажу загинули.
Всього за час бойових дій потопив 7 кораблів загальною водотоннажністю 25 499 тонн і пошкодив 1 корабель водотоннажністю 8955 тонн.
| Дата           | Назва корабля                 | Тип               | Тоннаж | Вантаж | Екіпаж | Загинули | Країна             | Конвой |
| -------------- | ----------------------------- | ----------------- | ------ | --- | ------ | -------- | ------------------ | ------ |
| 5 лютого 1942  | HMS Arbutus (K86)             | Корвет            | 925    | | 75     | 43       | Британська імперія | ON-63  |
| 11 лютого 1942 | Heina                         | Торговий теплохід | 4,028  | 7700 тонн генеральних вантажів                                                                                         | 30     | 0        | Норвегія           | SC-67  |
| 11 лютого 1942 | HMCS Spikenard (K198)         | Корвет            | 925    | | 65     | 57       | Канада             | SC-67  |
| 17 лютого 1942 | Empire Comet                  | Торговий теплохід | 6,914  | 8672 тонн генеральних вантажів, включаючи марганцеву руду, лляне насіння, чай і арахіс                                 | 46     | 46       | Британська імперія | HX-174 |
| 19 квітня 1942 | Axtell J. Byles (пошкоджений) | Паровий танкер    | 8,955  | 57 000 барелів сирої нафти і 27 000 барелів мазуту                                                                     | 40     | 0        | США                |        |
| 24 квітня 1942 | Empire Drum                   | Торговий теплохід | 7,244  | 6000 тонн військових запасів, у тому числі 1270 тонн вибухівки                                                         | 41     | 0        | Британська імперія |        |
| 28 квітня 1942 | Arundo                        | Торговий пароплав | 5,163  | Державні вантажі, включаючи нітрати, джипи, вантажівки, 5000 ящиків канадського пива і 2 локомотиви як палубний вантаж | 43     | 6        | Нідерланди         |        |
| 8 травня 1942  | Mildred Pauline               | Вітрильник        | 300    | | 7      | 7        | Канада             |        |

## Звання
- Оберфенріх-цур-зее (1 вересня 1935)
- Лейтенант-цур-зее (1 січня 1936)
- Оберлейтенант-цур-зее (1 жовтня 1937)
- Капітан-лейтенант (1 червня 1939)

## Нагороди
- Медаль «За вислугу років у Вермахті» 4-го класу (4 роки)